# Acuaria spiralis
Acuaria spiralis är en rundmaskart. Acuaria spiralis ingår i släktet Acuaria, och familjen Thelaziidae. Arten är reproducerande i Sverige.